# Ministerio de Jesús

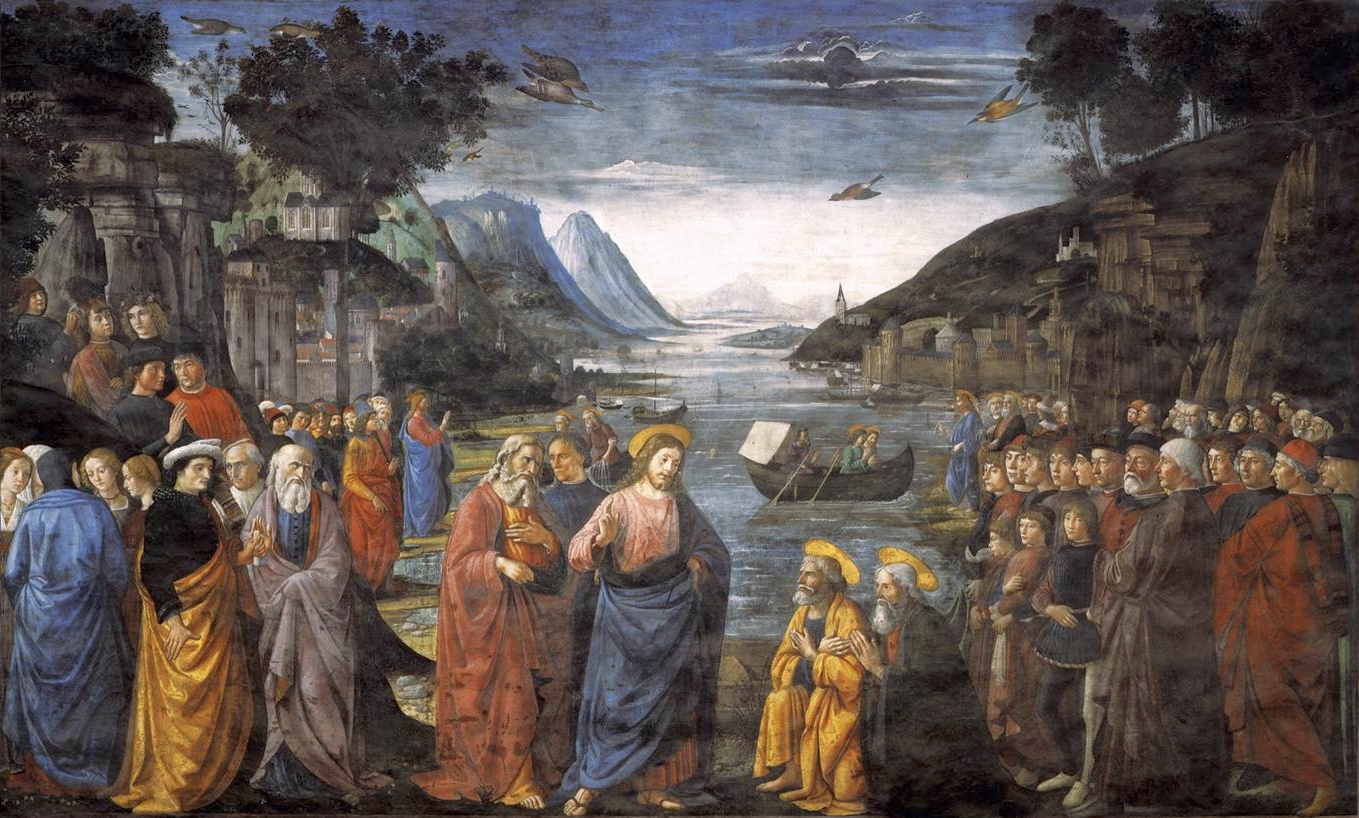
Jesús comisiona a los Doce Apóstoles, pintado por Ghirlandaio, 1481.

En los evangelios cristianos, el ministerio de Jesús comienza con su bautismo en la campiña de Judea y Transjordania romanas, cerca del río Jordán, y termina en Jerusalén, después de la Última Cena con sus discípulos. El Evangelio de Lucas (Lucas 3:23) afirma que Jesús era «como de treinta años» al inicio de su ministerio. Según los tres evangelios sinópticos (Marcos, Mateo y Lucas), pasó algo menos de un año entre el bautismo de Jesús y su crucifixión mientras que según el Evangelio de Juan fueron entre dos y tres años. La cronología de Jesús más aceptada fija la fecha de inicio de su ministerio en torno al año 27-29, y su final en un rango entre 30-36 d. C.
El ministerio temprano en Galilea de Jesús comienza después de su bautismo, cuando él regresa a Galilea después de su tiempo en el desierto de Judea. En este primer período predicó alrededor de Galilea y llamó a sus primeros discípulos que comenzaron a viajar con él y finalmente constituirían el núcleo de la Iglesia primitiva, dado que se considera que los apóstoles se dispersaron desde Jerusalén para fundar las Sedes Apostólicas. El ministerio mayor en Galilea, que comienza en Mateo 8, incluye la comisión de los Doce Apóstoles, y cubre la mayor parte del ministerio de Jesús en Galilea. El ministerio final en Galilea comienza después de la muerte de Juan el Bautista, cuando Jesús se prepara para ir a Jerusalén.
En el ministerio posterior en Judea, Jesús comienza su último viaje a Jerusalén a través de Judea. Dado que Jesús viaja hacia Jerusalén, en el ministerio posterior en Perea, cerca de un tercio del camino desde el mar de Galilea (en realidad un lago de agua dulce) y a lo largo del río Jordán, regresa a la zona donde fue bautizado.
El ministerio final en Jerusalén, a veces llamado la Semana de la Pasión, comienza con la entrada triunfal de Jesús en Jerusalén. Los evangelios proporcionan más detalles sobre el ministerio final que sobre los otros períodos, dedicando alrededor de un tercio de su texto a la última semana de la vida de Jesús en Jerusalén.

## Generalidades

Judea y Galilea en la época de Jesús.

Los relatos de los evangelios sitúan el comienzo del ministerio de Jesús en el campo de la Judea romana, cerca del río Jordán. Por ello, el bautismo de Jesús es generalmente considerado como el inicio del mismo, después del cual Jesús viaja, predica y hace milagros; y la Última Cena con sus discípulos en Jerusalén como su final. Sin embargo, algunos autores también consideran que el período entre la Resurrección y la Ascensión como parte del ministerio de Jesús.
Lucas 3:23 afirma que Jesús era «como de treinta años» al comienzo de su ministerio. Ha habido diferentes enfoques para estimar la fecha del inicio de su ministerio. Un enfoque, basado en la combinación de información en el Evangelio de Lucas con los datos históricos sobre el emperador Tiberio, da una fecha alrededor de 28-29 d. C., mientras que un segundo enfoque independiente basado en los datos en el Evangelio de Juan, junto con la información histórica de Josefo acerca del templo de Jerusalén, conduce a una fecha alrededor del año 27-29 d. C.
En el Nuevo Testamento, la fecha de la Última Cena es muy cercana a la fecha de la crucifixión de Jesús (de ahí su nombre). Estimaciones académicas para datar la crucifixión en general caen en el rango de 30-36 d. C.
Los tres evangelios sinópticos se refieren a una sola Pascua durante su ministerio, mientras que el Evangelio de Juan se refiere a tres Pascuas, lo que sugiere un período de unos tres años. Sin embargo, los evangelios sinópticos no precisan un ministerio que duró solamente un año, y estudiosos tales como Köstenberger afirman que el Evangelio de Juan simplemente proporciona una descripción más detallada.
Durante el ministerio de Jesús, el tetrarca gobernante sobre Galilea y Perea en este período fue Herodes Antipas, que obtuvo esa posición tras la división de los territorios después de la muerte de Herodes el Grande, en el año 4 a. C.

## Bautismo y ministerio temprano

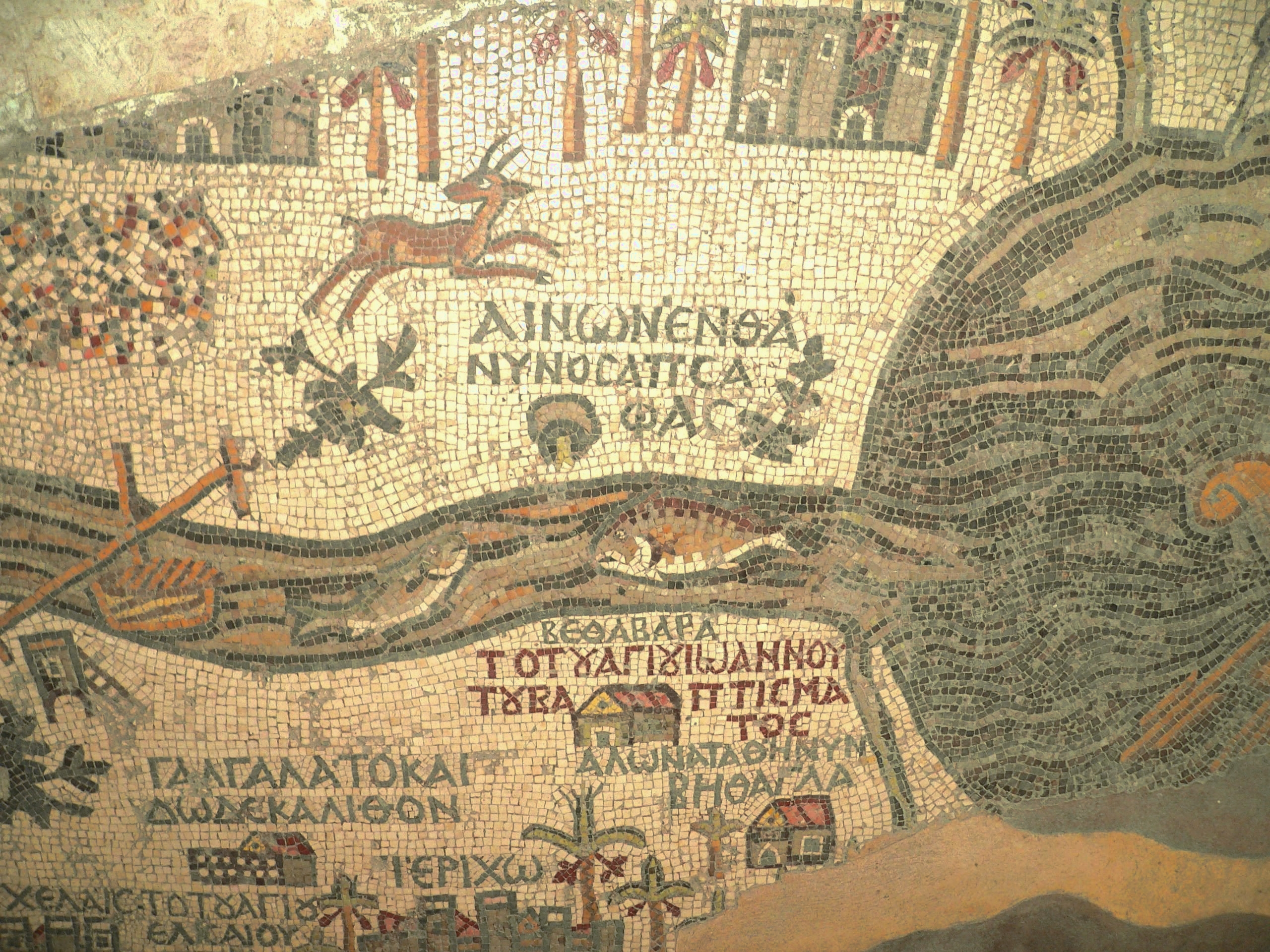
Parte del mapa de Madaba, señalando a Betábara (Βέθαβαρά), denominándola el lugar donde Juan bautizaba.

Los evangelios presentan al ministerio de Juan el Bautista como precursor del de Jesús, y su bautismo marca el inicio de su ministerio.
En su sermón en Hechos 10:37-38, dado en la casa de Cornelio, el centurión, el apóstol Pedro ofrece una visión general del ministerio de Jesús, y se refiere a lo que había sucedido «por toda Judea, comenzando desde Galilea, después del bautismo que predicó Juan» y que Jesús, a quien «Dios ungió con el Espíritu Santo y con poder», había ido «haciendo bienes y sanando».
Juan 1:28 especifica la ubicación donde Juan bautizaba como «Betania, al otro lado del Jordán». Esta no es la aldea de Betania, al este de Jerusalén; sino el pueblo de Betania, también llamado Betábara, en Perea. Perea es la provincia oriental del Jordán, cruzando la parte sur de Samaria, y aunque el Nuevo Testamento no la menciona por nombre, Juan 3:23 se refiere implícitamente a ella nuevamente cuando afirma que Juan bautizaba en Enón, junto a Salim, «porque había allí muchas aguas». El historiador del siglo I Flavio Josefo también escribió en Antigüedades judías (18.5.2) que Juan el Bautista fue encarcelado y luego asesinado en Maqueronte, en la frontera de Perea.
Lucas 3:23 y Lucas 4:1 indican las posibles actividades de Jesús cerca del río Jordán en la época de su bautismo, al igual que el primer encuentro con discípulos de Juan el Bautista en Juan 1:35-37, donde lo «oyeron hablar los dos discípulos, y siguieron a Jesús». Asumiendo que hubo dos incidentes de purificación del Templo, ubicado en Jerusalén, Juan 2:13-25 puede ser una posible referencia a un ministerio temprano en Judea.

## Ministerio en Galilea

### Ministerio temprano en Galilea

Ciudades en la provincia romana de Judea y Galilea (en rojo) y la Decápolis (en negro). Perea es el área al sur de Pella, en el lado oriental del río Jordán.

El ministerio temprano en Galilea comienza cuando Jesús vuelve a esa región desde el desierto de Judea, después de rechazar la tentación de Satanás. En este primer período, Jesús predica alrededor de Galilea y, en Mateo 4:18-20, sus primeros discípulos lo encuentran, comienzan a viajar con él y, finalmente, constituirán el núcleo de la Iglesia primitiva.
El Evangelio de Juan incluye las bodas de Caná como el primer milagro de Jesús que tiene lugar en este período temprano del ministerio, con su regreso a Galilea. Unos pueblos de la región (por ejemplo, Kafr Kanna) han sido sugeridos como la ubicación de Caná.
El regreso de Jesús a Galilea sucede a la detención de Juan el Bautista. Las primeras enseñanzas de Jesús dan lugar a su rechazo en su ciudad natal; en Lucas 4:16-30 Jesús dice en una sinagoga: «ningún profeta es acepto en su propia tierra», y la gente lo rechaza.
En este primer período, la reputación de Jesús comienza a extenderse por toda Galilea. En Marcos 1:21-28 y Lucas 4:31-37, Jesús va a Cafarnaúm, donde las personas «admiraban de su doctrina, porque su palabra era con autoridad», en el episodio del exorcismo en la sinagoga de Cafarnaúm, que es seguido por la curación de la suegra de Pedro.
Lucas 5:1-11 incluye el primer episodio de la pesca milagrosa, en el que Jesús le dice a Pedro, «desde ahora serás pescador de hombres». Pedro abandona sus redes y, junto con él, Santiago y Juan, hijos de Zebedeo, siguen a Jesús como discípulos a partir de entonces.
Este período incluye el Sermón del Monte, uno de los principales discursos de Jesús en Mateo, y el Sermón de la Llanura en el Evangelio de Lucas. El Sermón del Monte, que abarca los capítulos 5, 6 y 7 del Evangelio de Mateo, es el primero de los cinco discursos de Mateo y es la pieza más larga de la enseñanza de Jesús en el Nuevo Testamento. Se condensa gran parte de la enseñanza moral de Jesús e incluye las Bienaventuranzas y la ampliamente recitada Oración del Señor.
Las bienaventuranzas se expresan como ocho bendiciones en el Sermón del Monte en Mateo, y cuatro bendiciones similares aparecen en el Sermón de la Llanura en Lucas, donde son seguidos por cuatro ayes que se contraponen a las bendiciones. Las bienaventuranzas presentan los más altos ideales de las enseñanzas de Jesús sobre la piedad, la espiritualidad y la compasión.

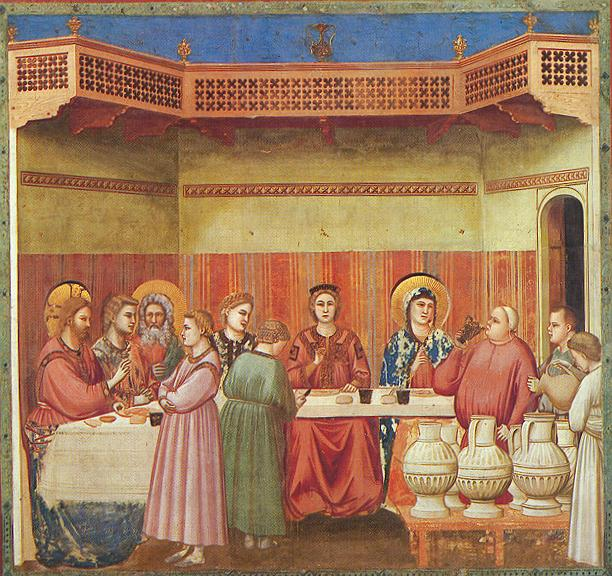
Bodas de Caná
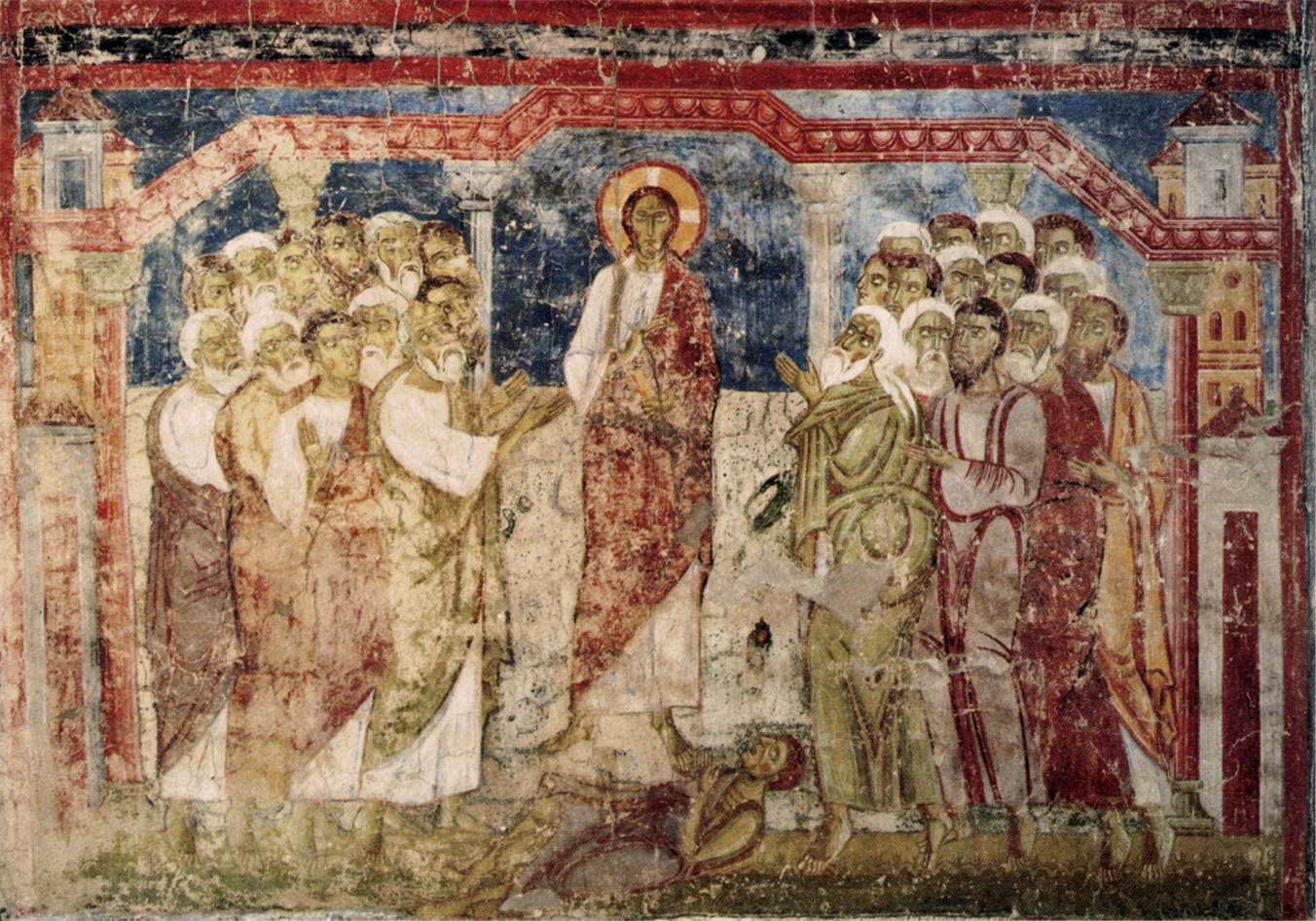
La sinagoga de Cafárnaum
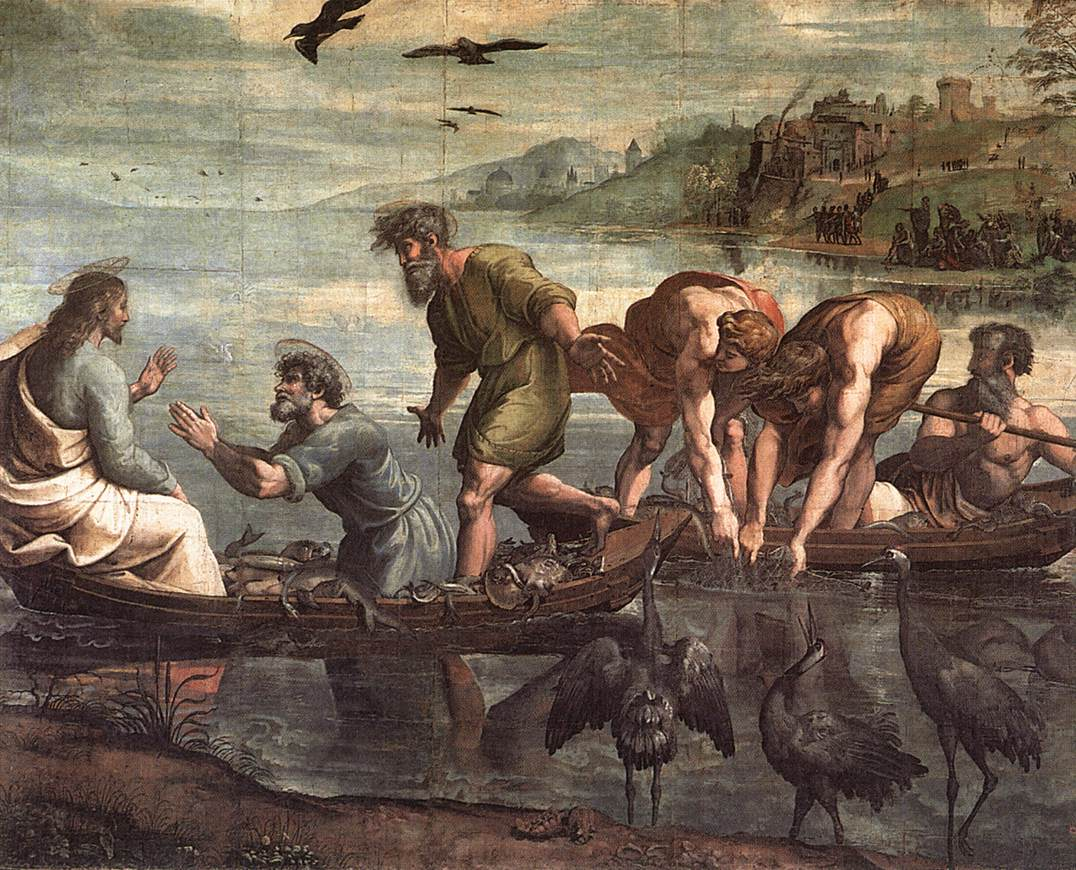
Primeros discípulos y la pesca milagrosa
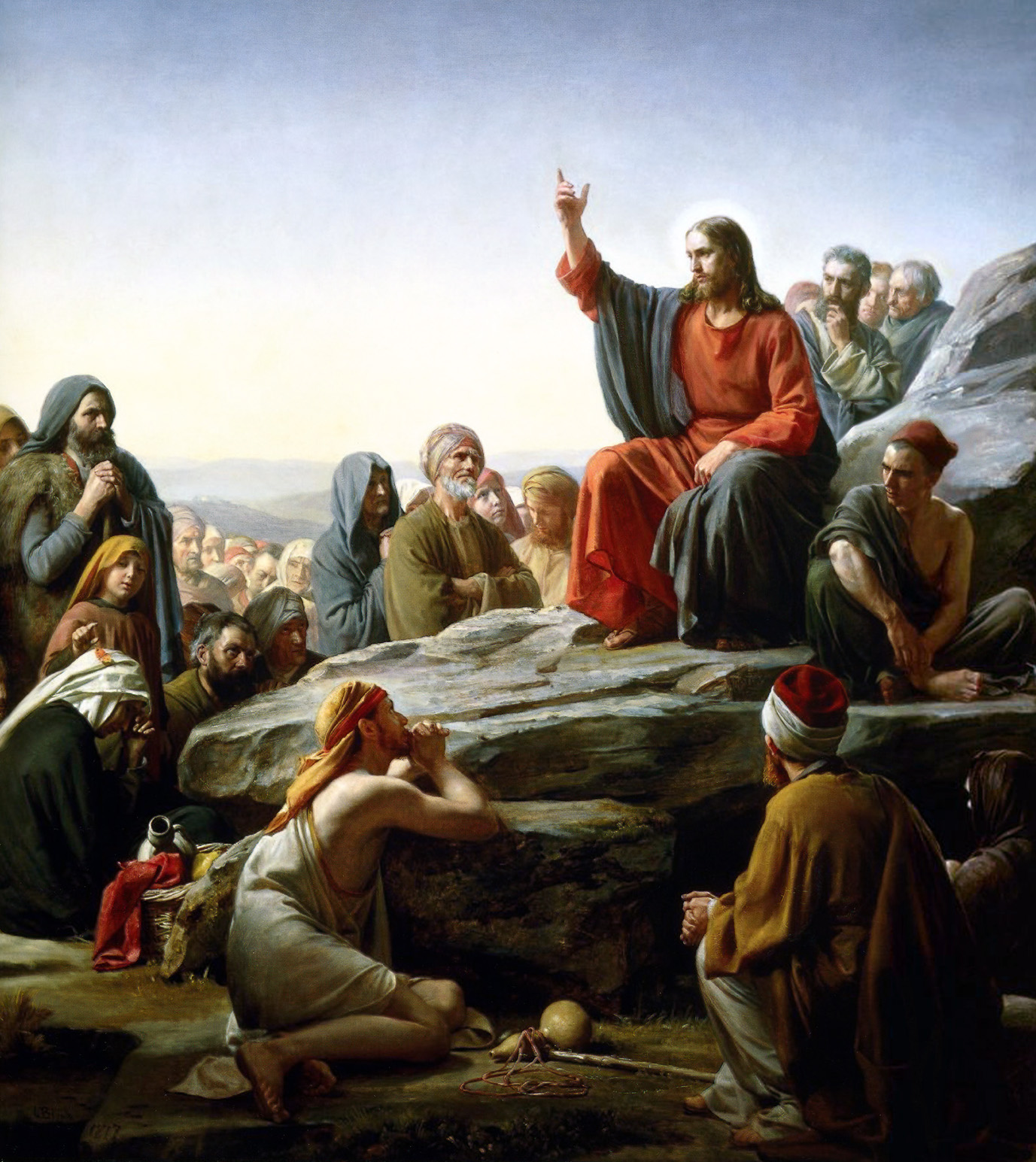
Sermón del Monte

### Ministerio mayor en Galilea
El ministerio mayor en Galilea, también llamada el gran ministerio en Galilea, comienza en Mateo 8, después del Sermón del Monte, y se refiere a las actividades de Jesús hasta la muerte de Juan el Bautista.
Los inicios de este período incluyen el criado del centurión (Mateo 8:5-13) y la calma de la tormenta (Mateo 8:23-27), ambos tratan el tema de la fe y el miedo. Cuando el centurión muestra fe en Jesús, solicitando una «curación a distancia», Jesús lo elogia por su fe excepcional. Por otro lado, cuando sus propios discípulos muestran temor ante una tormenta en el mar de Galilea, Jesús los instruye a tener más fe, después de ordenar a la tormenta que cese.

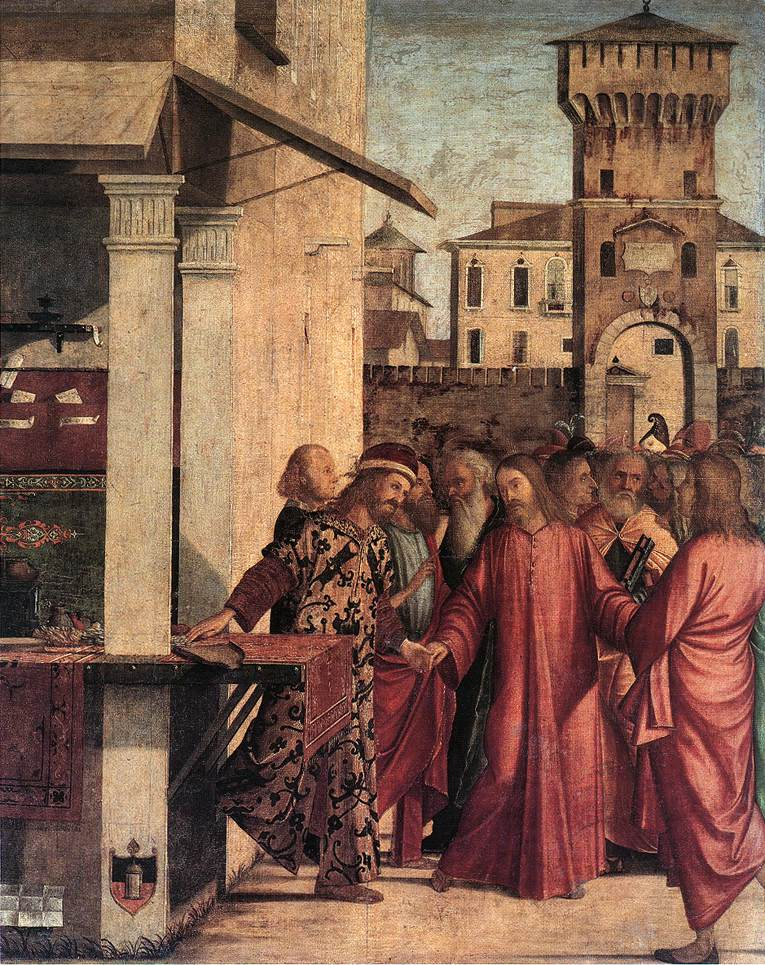
El llamado de Mateo, de Vittore Carpaccio, 1502.

En este período, Jesús sigue reuniendo a los doce apóstoles, y el llamado a Mateo se lleva a cabo en Mateo 9:9. Los conflictos y las críticas entre Jesús y los fariseos continúan, por ejemplo, estos últimos murmuraron contra Jesús por asociarse con «publicanos y pecadores», a lo que Jesús respondió: «Los sanos no tienen necesidad de médico, sino los enfermos. [...] Porque no he venido a llamar a justos, sino a pecadores, al arrepentimiento».
La comisión de los doce apóstoles se refiere a la selección inicial de los Doce entre los discípulos de Jesús. Jesús va al monte a orar, y después de pasar la noche orando a Dios, por la mañana llama a sus discípulos y elige a doce de ellos.
En el Discurso de la Misión, Jesús instruye a los doce apóstoles que son nombrados en Mateo 10:2-3: a no llevar a ninguna pertenencia a medida que viajen y prediquen de ciudad en ciudad. Por otra parte, Lucas 10:1-24 relata los Setenta Discípulos, donde Jesús nombra a un mayor número de discípulos y los envía de dos en dos con el Mandato Misionero de ir a las aldeas antes de la llegada de Jesús allí.
En Mateo 11:2-6, dos mensajeros de Juan el Bautista llegan a preguntar a Jesús si él es el Mesías esperado, «¿o esperaremos a otro?». Jesús responde: «Id, y haced saber a Juan las cosas que oís y veis. Los ciegos ven, los cojos andan». Después de esto, Jesús comienza a hablar a las multitudes sobre el Bautista.
Este período es rico en parábolas y enseñanzas e incluye el Discurso Parabólico, que proporciona muchas de las parábolas del Reino de los Cielos, comenzando en Mateo 13:1. Destacan las parábolas del Sembrador, la Cizaña, la Semilla de Mostaza y la levadura, dirigidas al público en general; así como el Tesoro Escondido, la Perla y la Red.

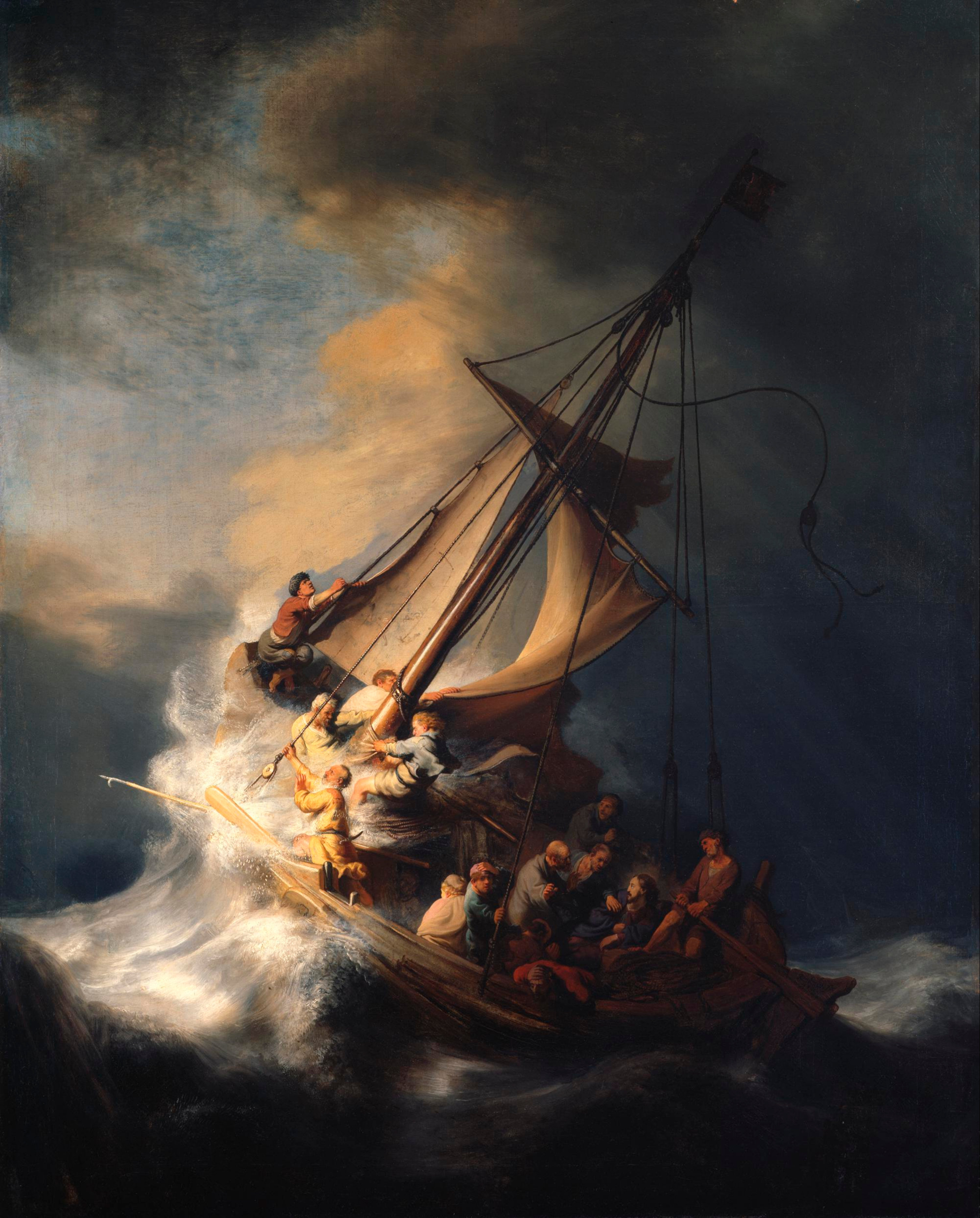
Calmando la tormenta
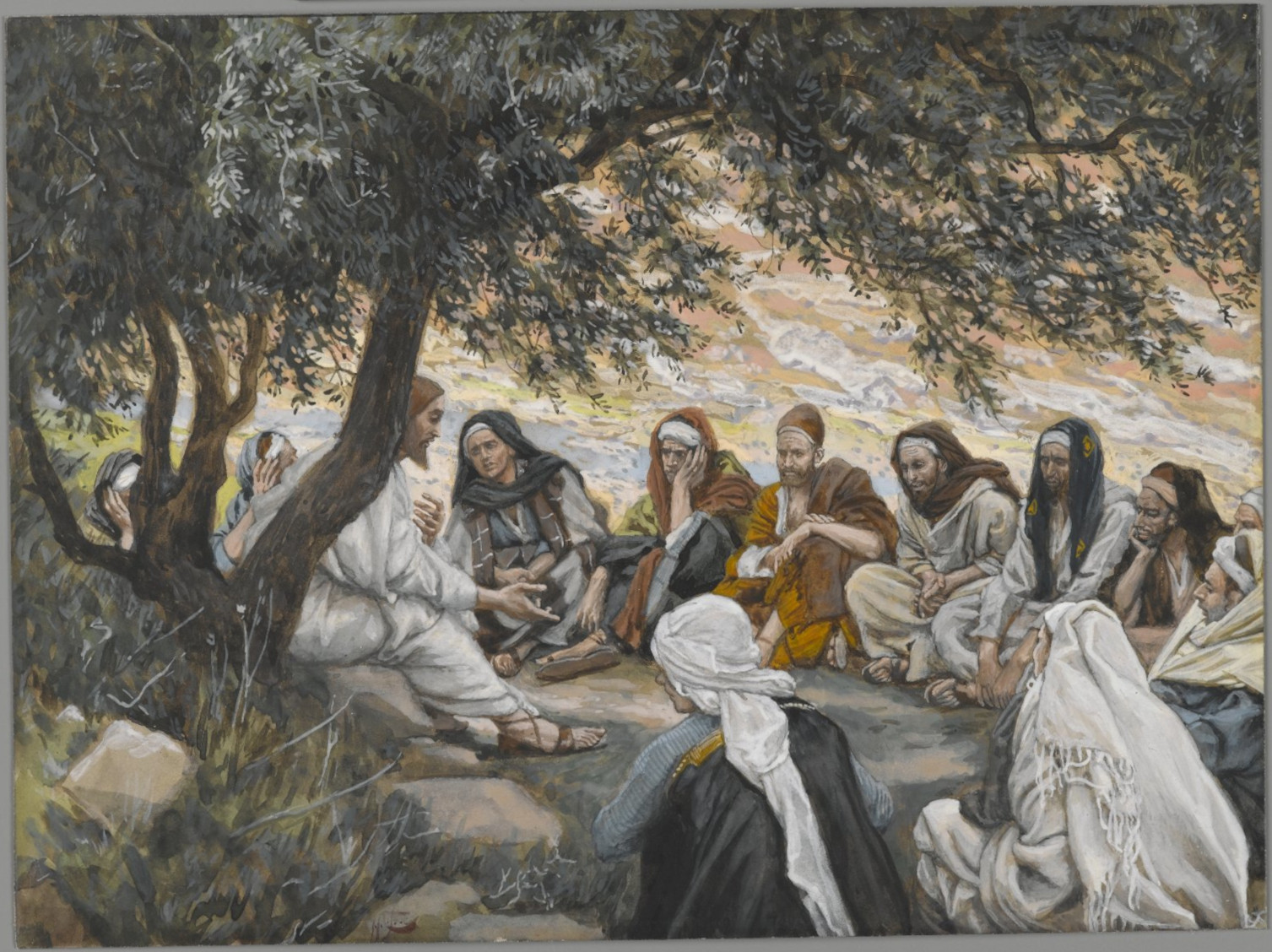
Doce Apóstoles
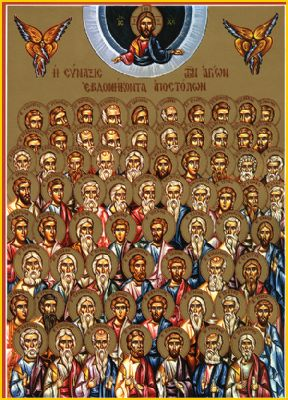
Setenta Discípulos
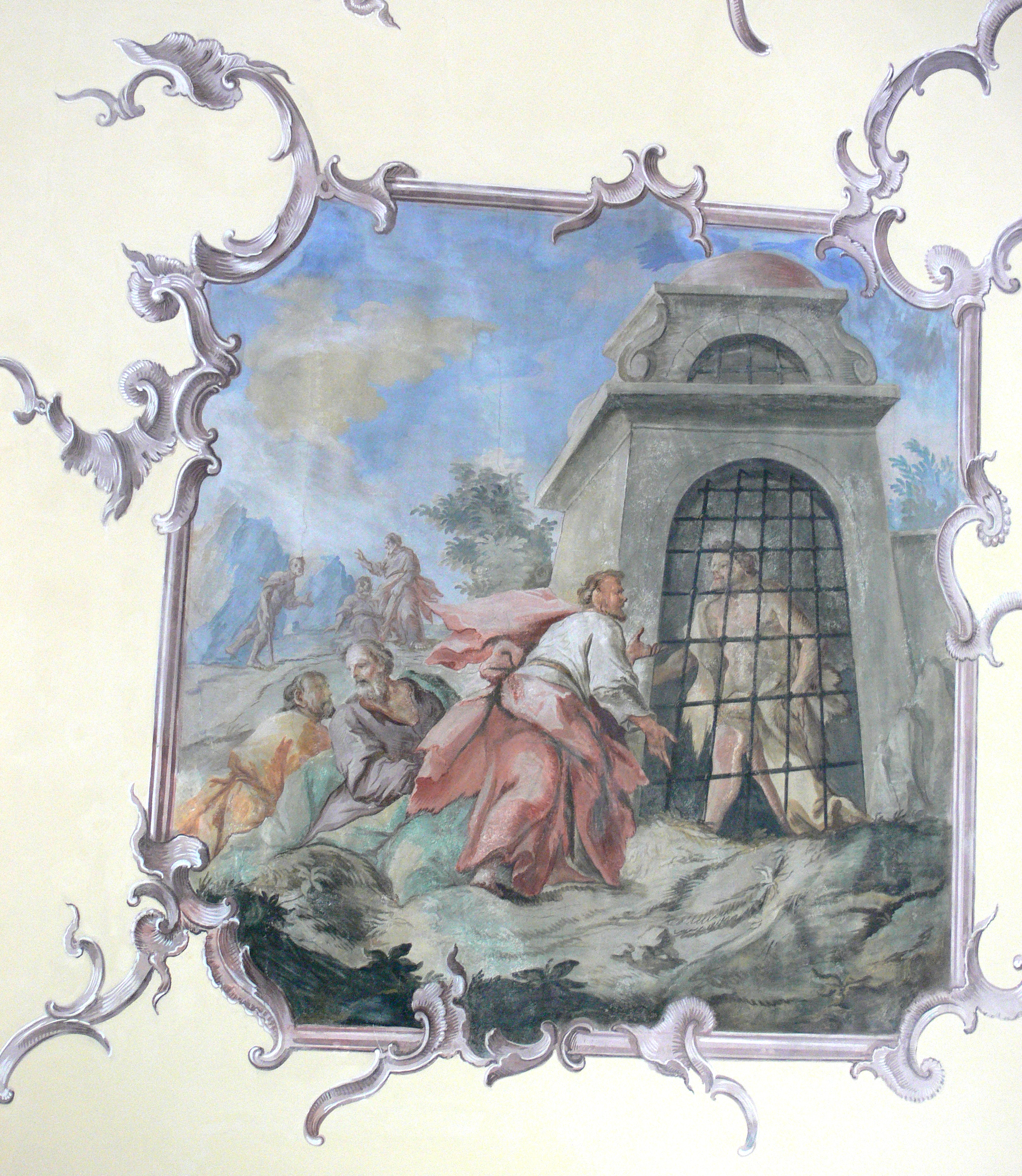
Mensajeros de Juan el Bautista

### Ministerio final en Galilea

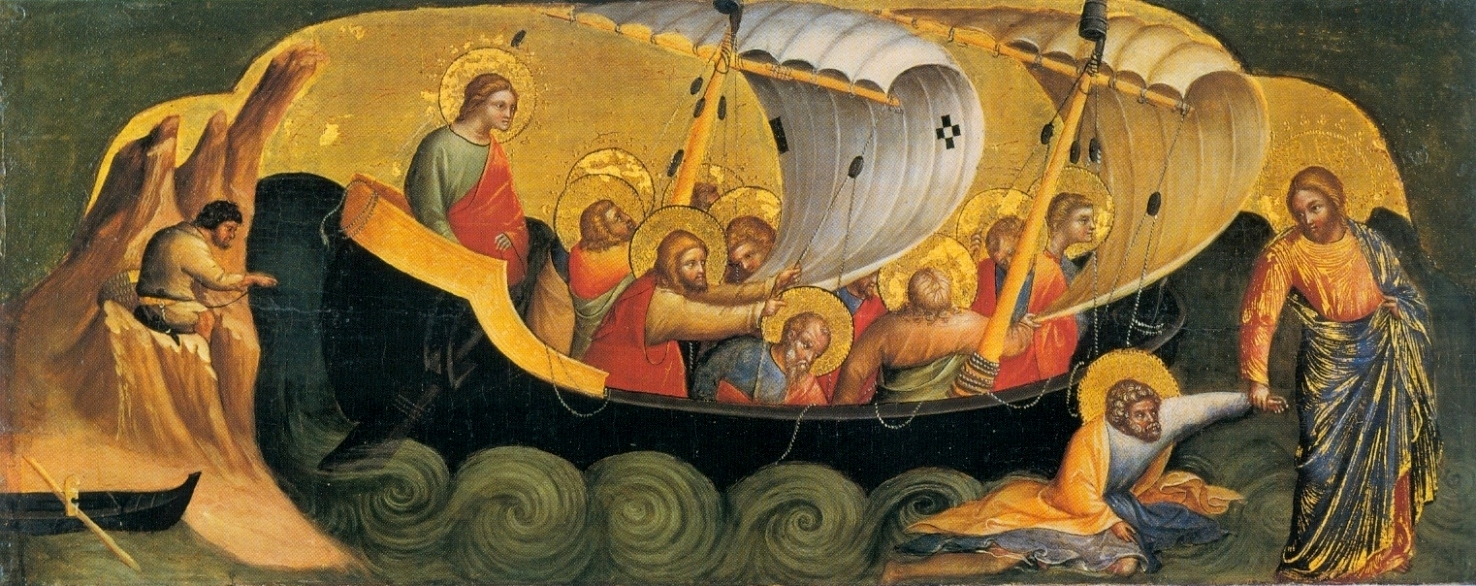
Jesús camina sobre las aguas, de Veneziano, 1370.

El ministerio final en Galilea inicia tras la muerte de Juan el Bautista, e incluye los episodios de la alimentación de los 5000 y el caminar sobre las aguas, ambos en Mateo 14. Después de enterarse de la muerte del Bautista, Jesús se retira en una barca a un lugar desierto cerca de Betsaida, donde se dirige a la multitud que lo había seguido a pie desde las ciudades, y los alimenta con «cinco panes y dos peces» suministrados por un niño.
Después de esto, los evangelios presentan el episodio del andar sobre las aguas en Mateo 14:22-33, Marcos 6:45-52 y Juan 6:16-21 como un paso importante en el desarrollo de la relación entre Jesús y sus discípulos en esta etapa de su ministerio. El episodio pone de relieve la importancia de la fe al afirmar que, cuando trató de caminar sobre el agua, Pedro comenzó a hundirse al perder la fe y convertirla en miedo. Al final del episodio, los discípulos aumentar su fe en Jesús y, en Mateo 14:33, dicen: «Verdaderamente eres Hijo de Dios».
Las principales enseñanzas de este período incluyen el Discurso de la Impureza en Mateo 15:1-20 y Marcos 7:1-23 donde, en respuesta a una queja de los fariseos, Jesús declara: «No lo que entra en la boca contamina al hombre; mas lo que sale de la boca, esto contamina al hombre».
Después de este episodio, Jesús se retira a la «región de Tiro y de Sidón» cerca del mar Mediterráneo, donde sucede el episodio de la hija de la mujer cananea, en Mateo 15:21-28 y Marcos 7:24-30. Este episodio es un ejemplo de cómo Jesús hace hincapié en el valor de la fe, diciendo a la mujer: «Oh mujer, grande es tu fe; hágase contigo como quieres». La importancia de la fe también es enfatizada en el episodio de la limpieza de los diez leprosos en Lucas 17:11-19.
En el Evangelio de Marcos, después de pasar por Sidón, Jesús entra en la región de la Decápolis, un grupo de diez ciudades al sureste de Galilea, donde la curación milagrosa del sordomudo es relatada en Marcos 7:31-37. Después de la curación, los discípulos dicen: «hace a los sordos oír, y a los mudos hablar». El episodio es el último de una serie de milagros narrados que construyen la proclamación de Jesús como Cristo por parte de Pedro, en Marcos 8:29.

## Judea y Perea, a Jerusalén

### Ministerio posterior en Judea
En este período, Jesús inicia su último viaje, saltándose Samaria, a través de Perea y Judea hacia Jerusalén. Al principio de este período, Jesús predice su muerte por primera vez, y esta predicción se acumula a los otros dos episodios; la predicción final es justo antes que Jesús entra en Jerusalén por última vez, la semana de su crucifixión. En Mateo 16:21-28 y Marcos 8:31-33, Jesús enseña a sus discípulos que «era necesario al Hijo del Hombre padecer mucho, y ser desechado por los ancianos, por los principales sacerdotes y por los escribas, y ser muerto, y resucitar después de tres días».

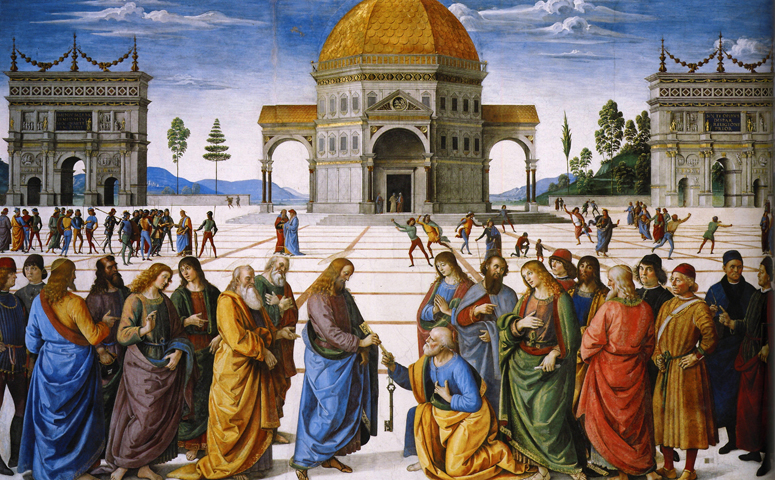
Representación de Pietro Perugino de Pedro recibiendo las llaves del Reino de los Cielos por Jesús, 1492.

Más adelante en este período, aproximadamente a la mitad de cada uno de los tres evangelios sinópticos, dos episodios relacionados marcan un momento decisivo en el ministerio de Jesús: la confesión de Pedro y la transfiguración de Jesús. Estos episodios comienzan en Cesarea de Filipo, justo al norte del Mar de Galilea, al comienzo del viaje final a Jerusalén, que termina en la pasión y resurrección de Jesús. Estos episodios marcan el comienzo de la revelación gradual de la identidad de Jesús como el Mesías a sus discípulos; y su predicción de su propio sufrimiento y muerte.
La confesión de Pedro comienza como un diálogo entre Jesús y sus discípulos en Mateo 16:13, Marcos 8:27 y Lucas 9:18. Jesús pregunta a sus discípulos: «Y vosotros, ¿quién decís que soy yo?». Simón Pedro le contesta: «Tú eres el Cristo, el Hijo del Dios viviente». En Mateo 16:17 Jesús bendice a Pedro por su respuesta, y dice: «no te lo reveló carne ni sangre, sino mi Padre que está en los cielos». En la bendición de Pedro, Jesús no solamente acepta los títulos de Cristo e Hijo de Dios que Pedro le atribuye, sino que declara a la proclamación una revelación divina al afirmar que su Padre en el Cielo había revelado a Pedro. En esta afirmación, al apoyar los dos títulos como revelación divina, Jesús inequívocamente se declara a sí mismo como Cristo e Hijo de Dios.
En el Evangelio de Mateo, a raíz de este episodio, Jesús también selecciona a Pedro como líder de los Apóstoles, y afirma que: «Y yo también te digo, que tú eres Pedro, y sobre esta roca edificaré mi iglesia». La palabra «iglesia» (ekklesia, en griego), como se usa aquí, aparece en los Evangelios únicamente otra vez, en Mateo 16:17, y se refiere a la comunidad de los creyentes en ese momento.

### Ministerio posterior en Perea
Tras la proclamación de Pedro, el relato de la Transfiguración de Jesús es el gran evento siguiente y aparece en Mateo 17:1-9, Marcos 9:2-8 y Lucas 9:28-36. Jesús toma a Pedro, Juan y Jacobo y sube una montaña, que no es nombrada. Una vez en la montaña, Mateo 17:2 afirma que Jesús «se transfiguró delante de ellos, y resplandeció su rostro como el sol, y sus vestidos se hicieron blancos como la luz». En ese momento, los profetas Elías y Moisés aparecieron y Jesús comenzó a hablar con ellos. Lucas es específico en la descripción de Jesús en un estado de gloria; Lucas 9:32 se refiere a que «vieron la gloria de Jesús». Una nube luminosa aparece alrededor de ellos, y una voz desde la nube, afirma: «Este es mi Hijo amado, en quien tengo complacencia; a él oíd».

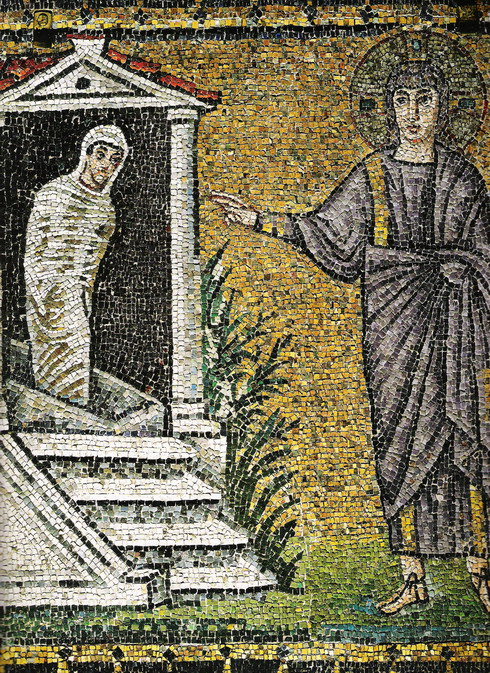
Un mosaico del de la resurrección de Lázaro, Basílica de San Apolinar el Nuevo, Rávena, Italia.

La Transfiguración no solo es compatible con la identidad de Jesús como el Hijo de Dios (como en el bautismo), sino que la declaración «a él oíd» lo identifica como el mensajero y el portavoz de Dios. La trascendencia se ve reforzada por la presencia de Elías y Moisés, pues indica a los apóstoles que Jesús es la voz de Dios y, en lugar de Elías o Moisés, él debe ser escuchado, en virtud de su relación filial con Dios. 2 Pedro 1:16-18 repite el mismo mensaje: en la Transfiguración, Dios asigna a Jesús un «honor y gloria» especial y es el punto de inflexión en el que Dios exalta a Jesús por encima de todos los otros poderes en la creación.
Muchos de los episodios en el ministerio posterior de Judea son del Evangelio de Lucas pero, en general, esta secuencia de episodios de Lucas no proporciona suficiente información geográfica para determinar a Perea, aunque los eruditos generalmente asumen que la ruta siguió Jesús desde Galilea a Jerusalén pasó a través de Perea. No obstante, el Evangelio de Juan sí declara que regresó a la zona en la que fue bautizado, y Juan 10:40-42 señala que «al otro lado del Jordán [...] muchos creyeron en él», diciendo que «todo lo que Juan dijo de este, era verdad». El área donde Jesús fue bautizado es inferida como el entorno de la zona de Perea, teniendo en cuenta las actividades del Bautista en Betábara y Enón en Juan 1:28 y Juan 3:23.
Este período del ministerio incluye el Discurso sobre la Iglesia, en el que Jesús anticipa una futura comunidad de seguidores y explica el papel de sus apóstoles en la dirección de la misma. Incluye las parábolas de la oveja perdida y el criado inclemente en Mateo 18, que también se refieren al reino de los cielos. El tema general del discurso es la anticipación de una futura comunidad de seguidores, y el papel de sus apóstoles en la dirección de la misma.
Dirigiéndose a sus apóstoles en Mateo 18:18, Jesús dice: «De cierto os digo que todo lo que atéis en la tierra, será atado en el cielo; y todo lo que desatéis en la tierra, será desatado en el cielo». El discurso enfatiza la importancia de la humildad y el sacrificio de sí mismo como las altas virtudes dentro de la anticipada comunidad. Enseña que en el Reino de Dios es la humildad personal lo que importa, no la prominencia o influencia social.
Al final de este período, el Evangelio de Juan incluye el episodio de la resurrección de Lázaro en Juan 11:1-46, en el que Jesús trae a Lázaro de Betania de vuelta a la vida cuatro días después de su entierro. En el Evangelio de Juan, la resurrección de Lázaro es el punto culminante de las «siete» señales que confirman gradualmente la identidad de Jesús como el Hijo de Dios y el Mesías esperado. También es un episodio fundamental que inicia la cadena de acontecimientos que da lugar a las multitudes que buscan a Jesús en su entrada triunfal en Jerusalén, lo que lleva a la decisión de Caifás y el Sanedrín de planear matar a Jesús (crucifixión de Jesús).

## Ministerio final en Jerusalén

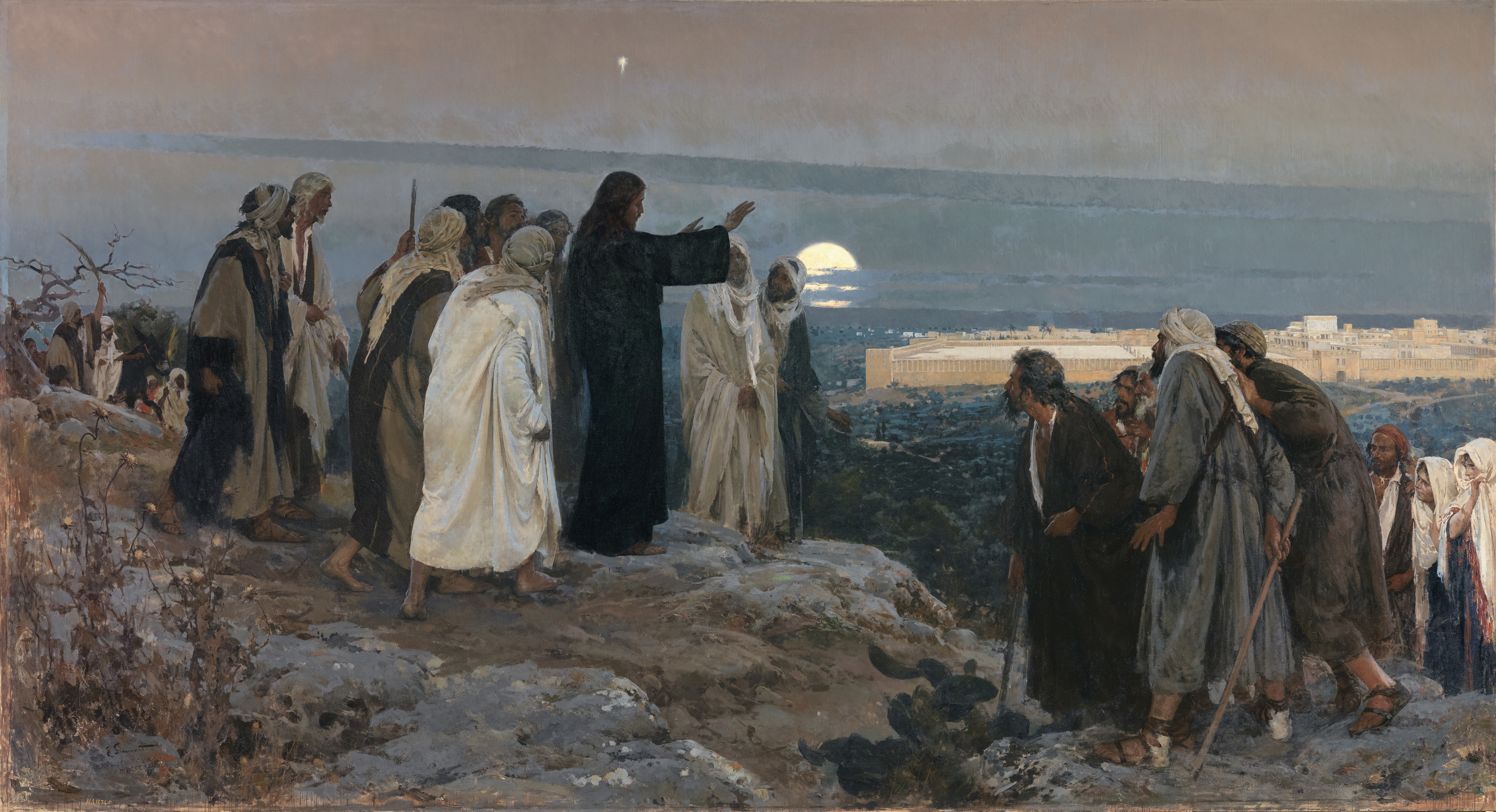
Flevit super illam (Lloró sobre ella); de Enrique Simonet, 1892.

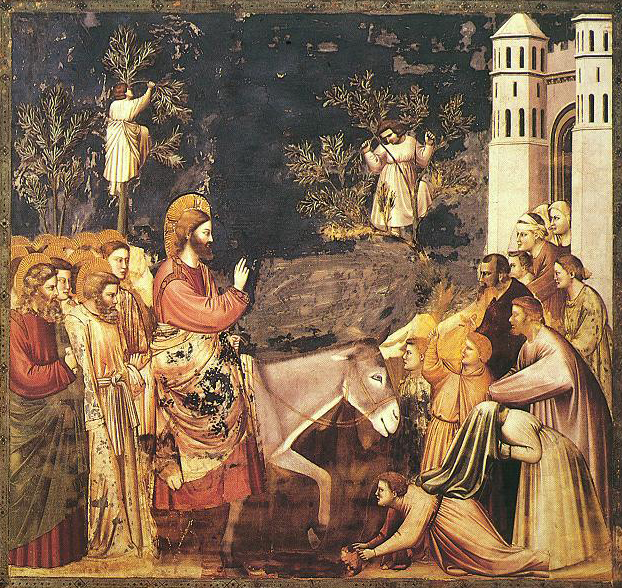
Jesús entra a Jerusalén y las multitudes le dan la bienvenida, de Giotto,.

El ministerio final en Jerusalén es llamado tradicionalmente la Pasión, y comienza con la entrada triunfal de Jesús en Jerusalén a principios de la semana que incluye la Última Cena, marcados litúrgicamente por la Semana Santa. Los evangelios prestan especial atención en el registro de la última semana de la vida de Jesús en Jerusalén, y la narrativa asciende a alrededor de un tercio del texto de los cuatro evangelios, mostrando su significado teológico en el pensamiento cristiano en la iglesia primitiva.
Antes de llegar a Jerusalén, en Juan 12:9-11, después de resucitar a Lázaro de entre los muertos, las multitudes se reúnen en torno a Jesús y creen en él, y al día siguiente las que se habían reunido para la fiesta en Jerusalén dan la bienvenida a Jesús, que desciende desde el Monte de los Olivos hacia la ciudad en Mateo 21:1-11, Marcos 11:1-11, Lucas 19:28-44 y Juan 12:12-19. En Lucas 19:41-44 Jesús se aproxima a Jerusalén, mira a la ciudad y llora sobre ella, prediciendo el sufrimiento que le espera allí.

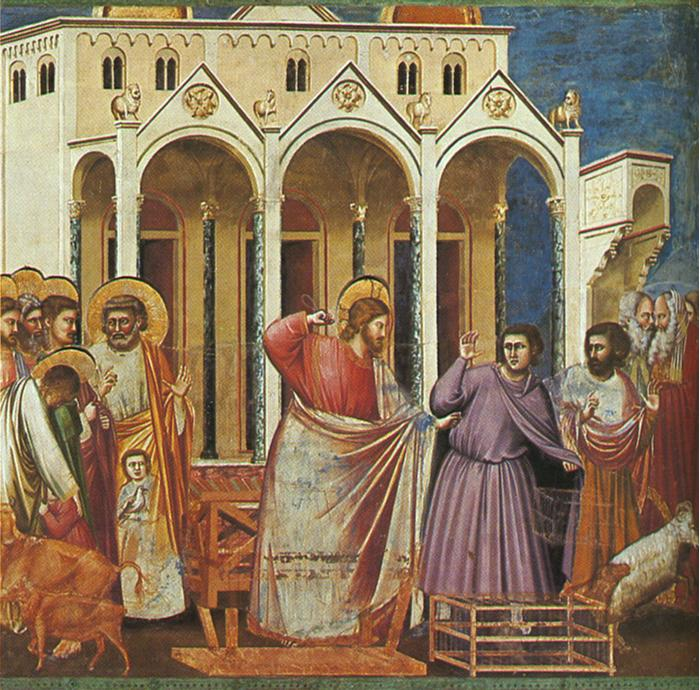
Expulsión de los mercaderes del Templo, de Giotto,.

En los tres evangelios sinópticos, la entrada en Jerusalén es seguida por el episodio de la purificación del Templo, en el que Jesús expulsa a los cambistas del Templo, acusándolos de convertirlo en una cueva de ladrones a través de sus actividades comerciales. Esta es el único registro de Jesús utilizando la fuerza física en cualquiera de los Evangelios. Los sinópticos incluyen una serie de parábolas y sermones bien conocidos tales como la ofrenda de la viuda y la profecía de la Segunda Venida durante la semana que lo sigue.
En esa semana, los sinópticos también narran conflictos entre Jesús y los ancianos de los judíos, en episodios como el de la Autoridad de Jesús Cuestionada y los Ayes de los Fariseos, en el que Jesús critica su hipocresía. Judas Iscariote, uno de los doce apóstoles, se aproxima a los ancianos judíos y realiza la «negociación de Judas», en la que acepta entregar a Jesús a los ancianos. Mateo especifica el precio como de treinta monedas de plata.
En Mateo 24, Marcos 13 y Lucas 21, Jesús ofrece un discurso sobre el fin de los tiempos, llamado también el Discurso de los Olivos, ya que fue dado en el Monte de los Olivos. El discurso es sobre todo acerca del juicio y el comportamiento esperado de los seguidores de Jesús, y la necesidad de vigilancia por parte de los seguidores en vista del juicio venidero. El discurso es generalmente visto como una referencia tanto a la próxima destrucción del Templo de Jerusalén, así como el fin de los tiempos y la segunda venida de Cristo, pero las muchas opiniones de los expertos sobre a cual evento se refieren los versos siguen divididas.
Un episodio clave en la parte final del ministerio de Jesús es la Última Cena, que incluye la institución de la Eucaristía. En Mateo 26:26-29, Marcos 14:22-25, Lucas 22:19-20 durante la última cena, Jesús toma el pan, lo parte y lo da a los discípulos, diciendo: «Esto es mi cuerpo, que por vosotros es dado». También les da «la copa» para beber, diciendo que es su sangre. Si bien la bebida pudo haber sido fermentada, ninguno de los relatos bíblicos se refieren a esta como vino, sino más bien como «el fruto de la vid» o «la copa». En 1 Corintios 11:23-26, el apóstol Pablo se refiere a la Última Cena. Juan 14-17 concluye la última cena con un extenso sermón de tres capítulos, conocido como el Discurso de Despedida, que prepara a los discípulos para la partida de Jesús.

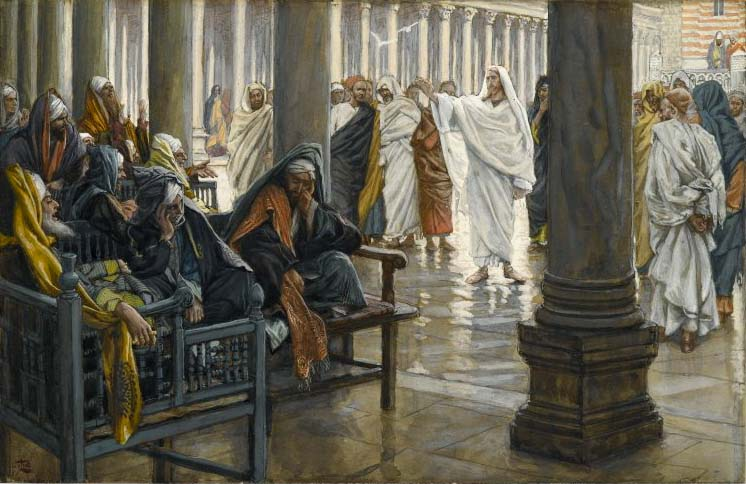
Ayes de los Fariseos
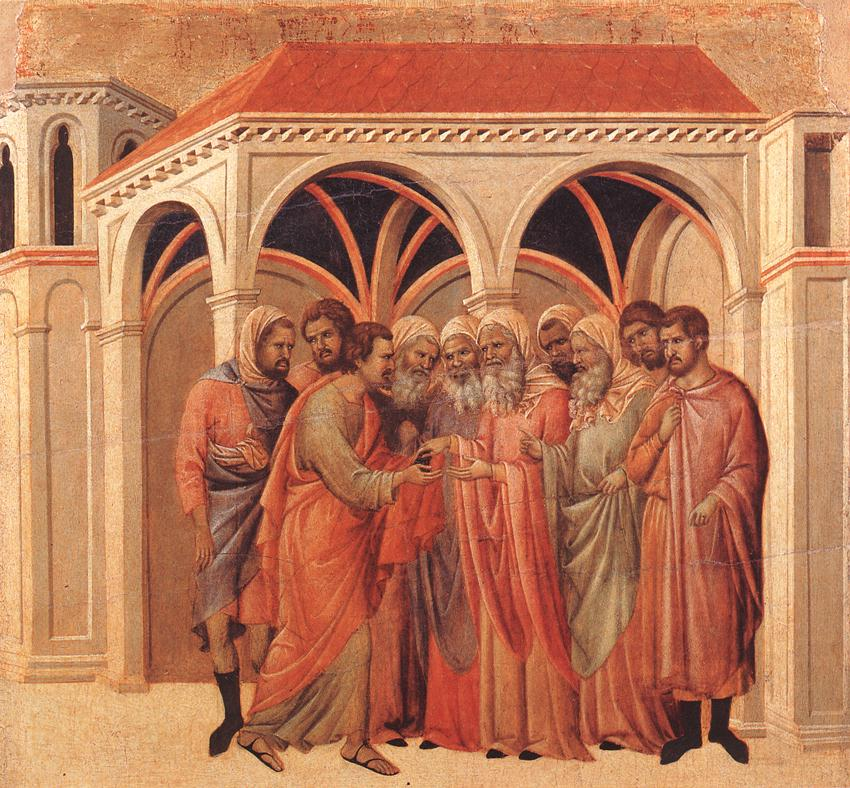
Negociación de Judas
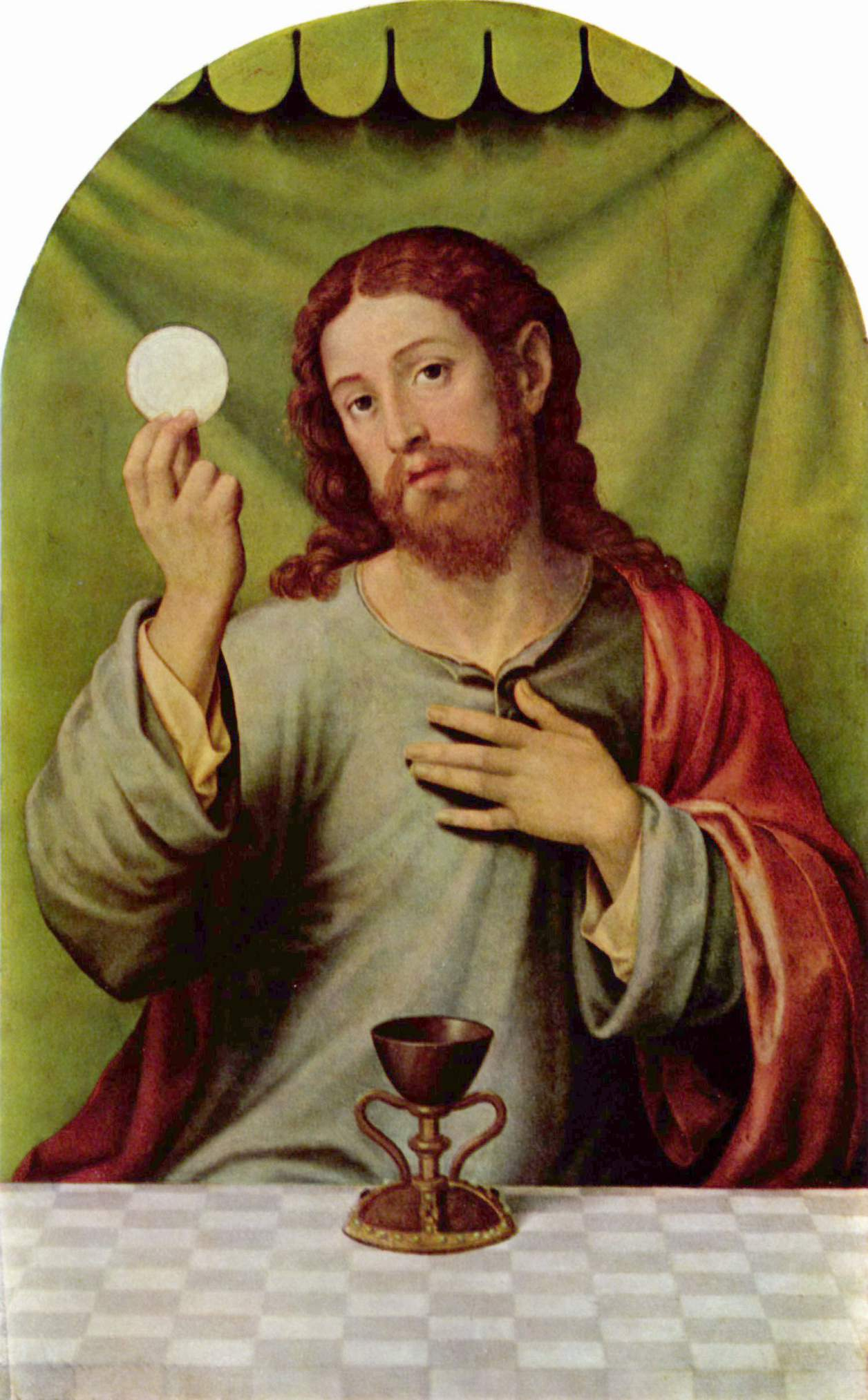
Última Cena y la Eucaristía
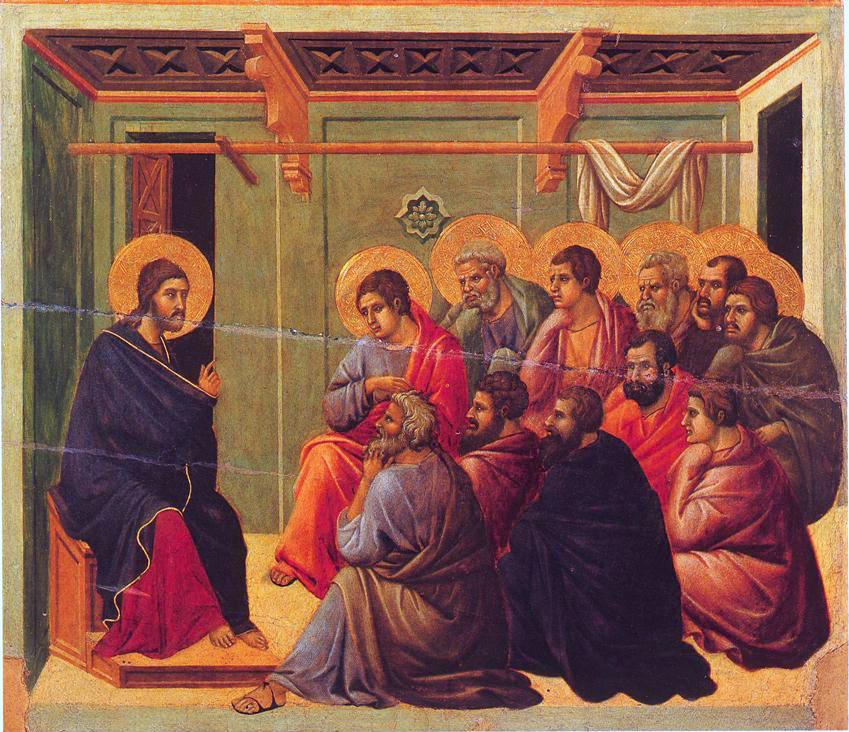
Discurso de Despedida